# 毛沢東思想
毛沢東思想（もうたくとうしそう、簡体字中国語: 毛泽东思想、繁体字中国語: 毛澤東思想、拼音: Máo Zédōng Sīxiǎng）また毛沢東型社会主義（もうたくとうがたしゃかいしゅぎ）は、中国におけるマルクス・レーニン主義を理論基礎とした社会主義制度の導入に関する思想。
政治の他に映画や絵画など様々な分野においても世界的に大きな影響を与えている。
中国共産党初代の主席である毛沢東は、この理論を中心に中国独自の共産主義理論や文化大革命を展開し、1982年で作成された現行の中華人民共和国憲法にもこの毛沢東思想を全中国人民が習うべきものだとして明記している。

## 定義
毛沢東思想は統一的な定義を持たず、中国共産党は与論環境や敵国の対中感情に応じて、その定義を細かく調整していく。
1940年代の毛沢東思想は一般的なマルクス主義やマルクス・レーニン主義から発展した理論と看做されていたが、1960年代の毛沢東思想は文化大革命により従来の左翼理論と区別化された。毛沢東思想の初期の内容は、人民戦争理論などがある。
1945年以降の中国共産党規約では「マルクス・レーニン主義の中国における運用と発展」とされ、「マルクス・レーニン主義」などと並ぶ「行動指針」と位置づけられた。
特に1950年代から1960年代の中ソ対立や文化大革命の時期に、「中国共産党特有の理論」として強調され、外国でも広く毛沢東主義、マオイズム（英語: Maoism）と呼んだ。その信奉者は毛沢東主義者およびマオイストと呼ばれた。しかし中国国内では紅衛兵・造反派の一部を除いて、中国共産党は文革期を含めて一貫して毛沢東思想であり、毛沢東主義と呼んだことは無い。

## 由来
半民半兵のゲリラ戦争、解放区（根拠地）の建設、核武装、有事を想定して政策を行うなど、長期戦略に基づく軍事力の増強を最優先課題とする。政治思想というより、軍事理論とされる場合も多い。
中国共産党は1945年4月23日から6月11日にかけて開催された第7回党大会において、党規約に「中国共産党はマルクス・レーニン主義の理念と中国革命の実践を統一した思想、毛沢東思想を自らの全ての指針とする」との記述を加えた。ここでいう毛沢東思想とは、理念としてはカール・マルクスとウラジーミル・レーニンが確立した共産主義を指針としながら、それを古代中国の新石器革命から農耕社会であった中国の実情に適応させた、農民中心の革命方式を指しているとされている。
毛沢東の思想は、毛沢東が若い頃から親しんだ農耕社会の観察や経験から導き出された中国発展のためのアイディアを含んでおり、その大綱として大公無私（個人の利益より公共の福祉を優先する）、大衆路線（農村大衆の意見に政治的指針を求めそれを理解させて共に行動する）、実事求是（現実から学んで理論を立てる）などがある。この他、社会と協調できる個人主義、大人数の協力、農村から蜂起して都市を囲いこんでいくゲリラ戦術理論（人民戦争理論）、世界各国が各自の特性に応じた革命を行うことによって第三次世界大戦を防ぐことができるとする「中間地帯論」なども毛沢東思想に含められる場合がある。
毛沢東の農民重視の姿勢には、本来のマルクス主義の唯物史観による「社会主義革命は発達した資本主義社会で発生する」との理論に対して、ロシア革命時のロシア以上に資本主義が未発達で農業中心社会であった中国の実情に対して、マルクス・レーニン主義を適用する必要性があった。また農村社会にも特有の一揆的な暴力の肯定、知識階級に対する反エリート主義（反知性主義）などが挙げられる。またソビエト連邦型との相違には、新民主主義論による人民民主主義や、3つの世界論による世界認識と外交政策などがある。
毛沢東思想は毛沢東の著作、発言、実践などの総称であり、必ずしも体系的に理論化され矛盾なく整理されたものではない。簡易な参照には毛主席語録も使用された。
毛沢東思想は、1950年代以降の社会主義政策推進、1957年からの反右派闘争、1960年代以降に激化した中ソ対立、更に1966年に発動された文化大革命などで特に強調され、毛沢東の個人崇拝や、政敵の打倒、国外の各国共産主義勢力への干渉にも広く使用された。

## 毛沢東死後の中国での評価
毛沢東の死後、その思想をめぐる評価は微妙に揺れ動いた。毛沢東のもとで中国は経済的には貧しい農業国のまま停滞しながらも第三世界では初の核武装に成功して軍事的に五大国となり、国際連合から台湾を追放してイギリス・フランス・日本・アメリカ合衆国など西側諸国との外交関係も築いて国際社会では無視できない地位を手にした。毛沢東は香港とマカオを除く中国大陸に覇を唱えるも、武力で制覇した覇道的で覇権主義的なその手法は後に西側から批判された。
毛沢東の死後、その後継者を自称した華国鋒の唱えた「二つのすべて（两个凡是）」は、毛沢東自身が唱えた「実事求是」を持ち出して対抗した鄧小平により批判され、華国鋒が失権すると、鄧小平は彼自身の解釈に基づく「実事求是」を中国共産党の指導方針として実権を掌握した。鄧小平は改革開放で経済発展を進め、台湾と対話を試み、毛沢東がチベット侵攻と新疆侵攻で編入したチベットやウイグルとは対照的に、香港とマカオを一国二制度に基づく高度な自治を認めた上で平和裏に編入することで当事国と合意した。
1981年6月の第11期6中全会で採択された『建国以来の党の若干の歴史問題についての決議』（歴史決議）では、毛沢東思想を「毛沢東同志を主要な代表とする中国の共産主義者が、マルクス・レーニン主義の基本的原理に基づき、中国革命の実践経験を理論的に総括してつくりあげた、中国の実情に適した科学的な指導思想」と定義している。その一方で、この決議は、毛沢東が文化大革命で提起した論点は「毛沢東思想の軌道から明らかに逸脱したもので、毛沢東思想と完全に区別しなければならない」とし、毛沢東思想を毛沢東個人の思想とは区別している。この決議では、「実事求是」「大衆路線」「独立自主」が毛沢東思想の真髄とされている。また、この決議と前後して、周恩来、劉少奇、朱徳ら、毛沢東と同時期の他の指導者たちの思想も、毛沢東思想の一部と解釈されるようになってきている。鄧小平は「マルクス・レーニン主義、毛沢東思想の堅持」を含む「四つの基本原則」を繰り返し強調した。彼が堅持されるべきと考えた毛沢東思想は、こうした新たな解釈に基づくものである。
なお、毛沢東以降の指導者たちの考えは、「鄧小平理論」、江沢民の「三つの代表」論、胡錦涛の「科学発展観」と、世代ごとに別のものとしてまとめられている。

## 影響

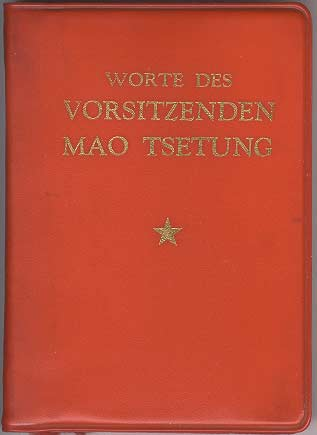
毛主席語録（ドイツ語版）

### 欧米
1960年代の世界的な学生運動では文化大革命を中国の対抗文化と見做し、しばしば原理主義的で教条主義的な共産主義信奉（原始共産主義）が毛沢東思想に移行する例がみられた。影響を受けたのは大学生を中心とする都市部の中産階級の若者であり、彼らが構成したヒッピーが始めたコミューン運動などで、人民公社型の集団生活の実践や、下放のスタイルが模倣された。1967年のジャン＝リュック・ゴダールの映画『中国女』では毛沢東思想を研究するために共同生活を始めるフランスの若者たちを描いている。

#### 欧州
フランスの哲学者ジャン＝ポール・サルトルは、ソ連による1956年のハンガリー侵攻（ハンガリー動乱）、1968年のチェコスロヴァキア侵攻（プラハの春）以降、反スターリン主義に共感するようになり。当時ソ連と対立していた中国（中ソ対立）の毛沢東主義者主導の学生運動を支持しはじめ、晩年にいたるまでフランスの毛沢東主義者と交遊していた。
1968年の5月革命にもマオイストの影響があるとされ、クリストフ・ブルセリエは、フランスのマオイスムの流行について、スターリン批判とそれによるソ連型共産主義の失墜、およびそれに代わるユートピアを求める運動の中で中国モデルが誇大視されたとしている。マオイスト運動はフランス共産党のソ連擁護に対する反動として起こり、反西欧主義、東洋趣味が混在していた。また、エコール・ノルマル・シュペリウールのロベール・リナールらエリート学生、中国専門家のシャルル・ベトレームやルイ・アルチュセールが中心にいたといわれる。1963年にジャック・ヴェルジエが創刊した雑誌『革命』が中国ブームに火をつけた。1964年フランス共産党から除名追放されたフランソワ・マルティが同年7月に東京で中国人運動家と知り合い、毛沢東の招待を受ける。マルティらは『新しい人間主義』という雑誌を出している。
五月革命以後、当時の内務大臣マルスランによってマオイストの組織は解体命令を受けるが、ベニ・レヴィによってGP（fr:Gauche prolétarienne　プロレタリア左派）が結成され、アンドレ・グリュックスマン、ベルナール・アンリ・レヴィらが参加する。GPによる移民労働者の支援活動は、サルトルやゴダール、ミシェル・フーコーらによって支持された。同団体は、マドレーヌ広場の高級店フォーションから「フォーションが貧民窟に食糧支援をする」「盗人から盗んでも罪にはならない」「わが労働の果実をパトロンから奪おう」として商品を奪うフォーション事件を起こしている。代表のベニ・レヴィはのちにサルトルの助手となり、ユダヤ思想に没入し、イスラエルに渡った。また、フランスの作家のフィリップ・ソレルスや哲学者のアラン・バディウらが毛沢東思想に魅了された。的場昭弘によれば、エコール・ノルマルはマオイスムの母体となっていたと指摘している。
ドイツではルディ・ドゥチュケら新左翼学生運動の活動家は毛沢東に倣った長征を掲げて環境保護運動に乗り出し、KグルッペやグルッペZなどの毛沢東主義者は緑の党の結成に参加した。ベルント・アロイス・ツィンマーマンは1969年に創作の集大成となった「若い詩人のためのレクイエム」において、毛主席語録からの抜粋を淡々と読み上げるなど音楽創作に用いた。
また、毛沢東思想は新左翼だけでなく、当時の欧州の極右の青年運動にも影響を与え、1970年代のドイツやイタリアで過激で反抗的かつ暴力的な活動を行っていたネオナチの指導者ミヒャエル・キューネンやナチ・マオイズムを掲げるネオファシズムの学生運動家フランコ・フレーダは毛沢東の影響を自負していた。

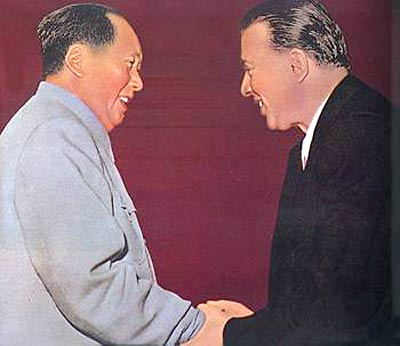
毛沢東（左）と面会するホッジャ（1956年）

国家ぐるみで毛沢東思想に影響された例としては、東欧のバルカン半島南西部に位置するアルバニアのエンヴェル・ホッジャ政権を挙げられる。ホッジャはアメリカ合衆国のみならず、スターリン批判以降のソ連、ユーゴスラビア社会主義連邦共和国に対して批判的であり、ソ連、ユーゴスラビアに対しては「社会帝国主義者」というレッテルを貼った。スターリン主義を元にしたホッジャ主義は、チトー主義と同様にソビエト連邦が社会主義陣営を主導することに対して批判的だったが、ホッジャは非同盟運動に共鳴するチトー主義をマルクス主義に背くと考えていた。
ホッジャは毛沢東に傾倒し、中華人民共和国に接近した。アルバニア人民軍は人民服風の軍装を着て中国製の56式自動歩槍とそのコピーのASh-78を制式小銃に採用して59式戦車やJ-6戦闘機なども配備するなど東西冷戦時代の欧州で異様な軍隊となっていた。1967年には中国の文化大革命にも影響されて「世界初の無神国家」としてあくまで宗教と信仰をめぐる一立場にすぎない無神論を国家（政府）の原則とし、全ての宗教を完全に否定かつ禁止して全国の教会とモスクを閉鎖させ、あらゆる信仰の表明は、公的にであれ私的にであれ、違法となった。一方で、農業や教育を重視して識字率を5%から98%に改善して食糧の自給も達成した。1971年には国際連合でアルバニア決議を共同提案して国際社会で友好国の中国が確固たる立場を築くのに一役を買った。しかし、ホッジャは翌1972年のニクソン大統領の中国訪問には批判的であり、リチャード・ニクソンを「熱烈な反共主義者」と嫌った。1976年にホッジャは毛沢東の葬儀に出席するも、中国がフランコ体制下のスペインやチリのアウグスト・ピノチェト政権など反共的な国々と国交樹立したことや中国の3つの世界論は「第三世界の超大国」になることを目論んでいるとホッジャは批判しはじめ、華国鋒・鄧小平時代となると中国からの援助は途絶えた（中ア対立）。

#### アメリカ合衆国
全米有色人種地位向上協会（NAACP）の創立者W・E・B・デュボイスやブラック・パンサー党の指導者ヒューイ・P・ニュートン、ウェザーマンは毛沢東から大きな影響を受け、デュボイスやニュートンら公民権運動の活動家は中国を訪問している。ブラック・パンサー党はアメリカ合衆国における黒人社会を第三世界、植民地と見做し、合衆国と敵対関係にあったベトナムや朝鮮民主主義人民共和国（北朝鮮）、キューバといった国々に対して連帯の意思を表明していた。特にNAACPで武装化を進めた最も戦闘的な公民権運動家でニュートンにも影響を与えたロバート・F・ウィリアムズは「中国がなければ、アメリカにおける黒人の闘争はあり得ない」と主張して中国に逃れて活動し、アメリカ初の黒人分離国家を自称する「新アフリカ共和国」の大統領に中国で就任した。

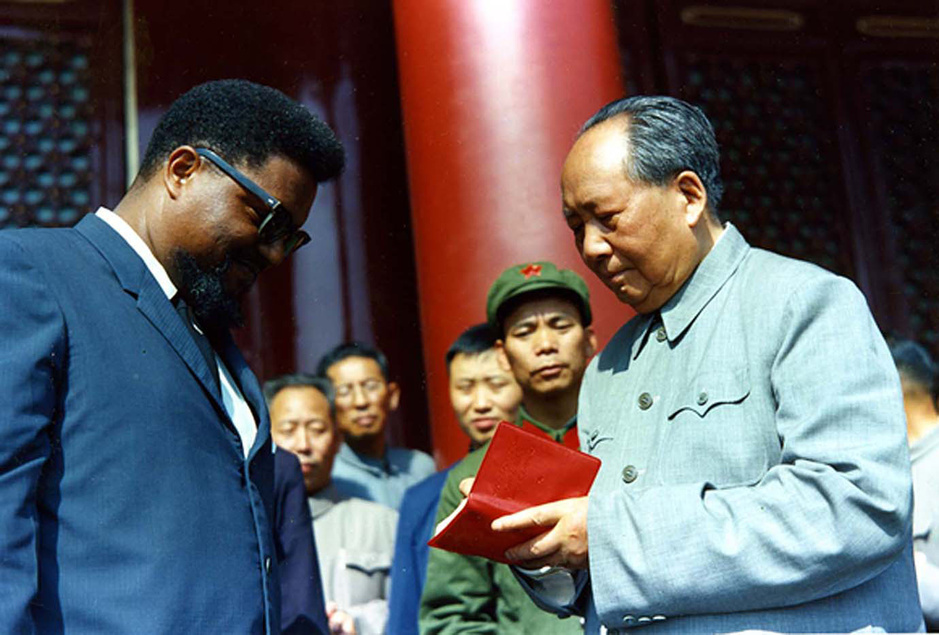
毛沢東とロバート・F・ウィリアムズ（1966年）

1970年代は、ファッション的に毛沢東を肯定する人がヒッピーやアウトローに多かった。アンディ・ウォーホルは1972年にニクソン大統領の中国訪問にあわせて「マオ」という作品を発表している。ボクサーのマイク・タイソンは毛主席記念堂を訪問し、毛の入れ墨も彫っている。
コミューン運動も人民公社は「人民のコミューン」と英訳されているようにインスピレーションを与え、ヒッピーの人民公園運動など人民とコミューンはヒッピーや新左翼のタームとなった。各種のグルイズム的なカルト宗教と結合してその信者コントロールの手段としてより広範囲に利用された。またニューエイジや精神世界ですらそれを模範する文化が広がった。南米ガイアナのコミューンで起きた人民寺院事件では、毛沢東主義との関係がアメリカの新聞等で指摘されている。人民寺院教祖のジム・ジョーンズは毛沢東に傾倒していることを認め、中国の洗脳を研究していた。

### 日本
日本の学生運動に影響を与え、「造反有理」のスローガンが、過去東京大学の正門を飾ったことがあったが、現在では飾られていない。
一般社会において、1970年代当時は横山光輝や藤子不二雄Aが、毛沢東に肯定的な漫画を描いた。中国が1981年の「歴史決議」をおこなったあとも、養老孟司は毛沢東主義者を自任して農本思想的側面を評価している。毛沢東を信奉した中国研究者の新島淳良は後に農本主義的なコミューン運動に理想を見出して農事組合法人「ヤマギシ会」の広告塔となった。オウム真理教の麻原彰晃は毛沢東の絶大な影響を受け、教団を武装化させて富士山麓の農村などにサティアンを築いて武装蜂起と政権転覆を企てた。また、毛沢東思想は右派保守の政治運動にも影響を与え、石原慎太郎や西村修平は毛沢東に影響を受けていることを認めている。

### カンボジア

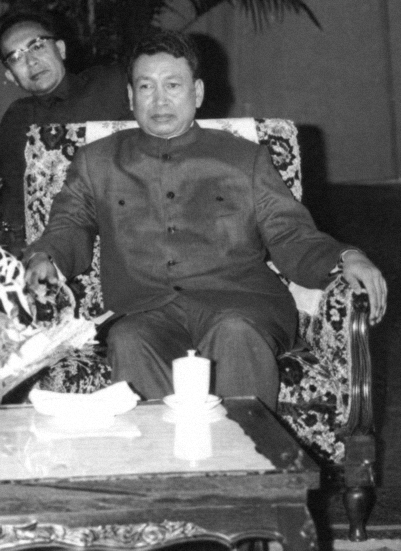
ポル・ポト

毛沢東思想を奉じるグループが、実際に武装闘争によって政権を獲得した例として最も有名なのは、カンボジアに民主カンプチアを築いたクメール・ルージュである。最高指導者のポル・ポトは、文化大革命期の中華人民共和国によって支援されていたために、毛沢東思想の影響を強く受けており、政権を握ると文革時代の中国で行われた重農主義的な政策を極端な形で模倣した。これは世界で動員が繰り返されてきた20世紀の歴史から見ても例のない社会実験だったとされる。
ポル・ポト派は貨幣経済を否定するため、通貨の流通を停止させ、自力更生的に食料生産を担う農村共同体を「国民生活の基本単位」とするために、生産力を持たない“寄生虫”とみなされた都会とその住民を強制的に田舎へ下放し、都市をゴーストタウンにした。ポル・ポトは原始社会（原始共産制）の自給自足の生活を営んでいると考えたカンボジアの山岳先住民族を理想に都市文明の廃絶を企んだ。
大規模な下放の過程で、ポル・ポトの理想とする世界に適応できないと判断した都市住民はおろか、病人・高齢者・妊婦などの弱者や知識人、技術者、眼鏡をかけている者、文字を読もうとした者、時計が読める者など、少しでも学識がありそうな者といった人々も犠牲になった。都市部に多かった中国系とベトナム系の住民も原住民のクメール人を脅かしてきた入植者として民族浄化の標的となり、東南アジア史上最大規模ともされる中国系住民の虐殺で当初は42万人いた中国系も20万人に減ったが、ポル・ポトを支援した中国共産党はこれを無視し、さらにポル・ポトはベトナム領内の農村でベトナム人の大量虐殺を行うも（バチュク村の虐殺）、ベトナムは民主カンプチア領内へ侵攻し、1979年にベトナム軍はプノンペンを攻略してポル・ポト政権は崩壊した。ベトナム軍は山林に隠れたポル・ポトを捕えられず、ポル・ポト派はタイ領を避難場所としてベトナム軍に対し地下活動を続け、カンボジア内戦終結後にカンボジア特別法廷にてクメール・ルージュの残党は人道に対する罪で裁かれることとなった。

### ネパール

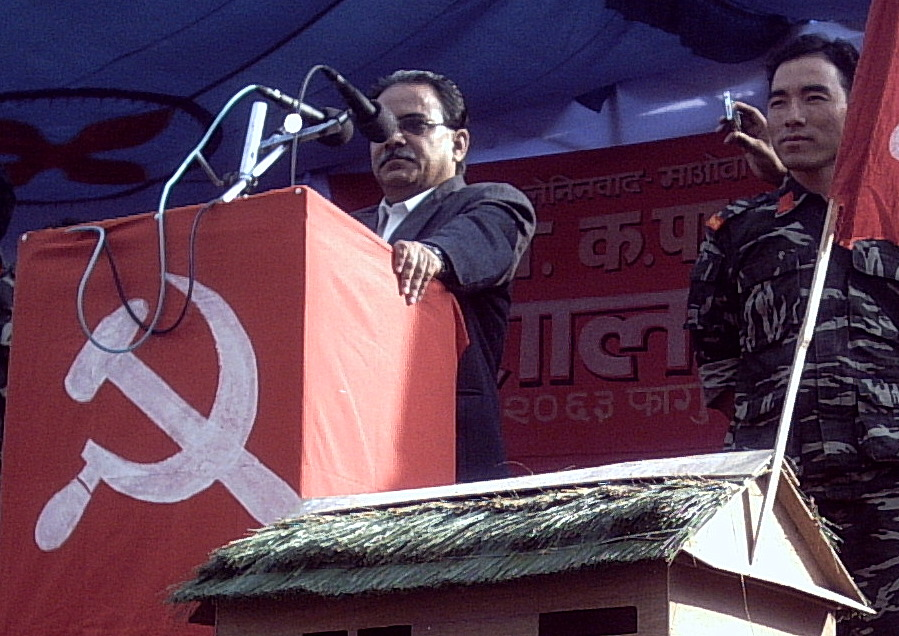
プラチャンダ（左）

毛沢東思想を奉じるグループが、武装闘争を経て民主的な選挙に勝利して合法的に政権を獲得した例もあり、ネパールのネパール共産党毛沢東主義派（マオイスト）は有名である。最高指導者のプラチャンダは毛沢東主義を発展させたとして「マルクス主義-レーニン主義-毛沢東主義-プラチャンダ・パト」を掲げた。
マオイストは武装組織「ネパール人民解放軍」（2万人）を擁し、生活基盤、経済基盤整備が遅れていた山間農村部に拠点「人民政府」を構えた。外国からの援助は皆無であるとされ、マオイストを弾圧していたギャネンドラ・ビール・ビクラム・シャハ国王は親政を敷いて国際社会から孤立して中華人民共和国の軍事援助を受けていた。農民の家に党員や兵士を住まわせてもらい、食糧は農民の援助か自給自足が基本である。武器弾薬は主に警察や国軍を襲撃して奪ったものを使用する。資金調達のため銀行を襲うこともあった。
ネパール内戦でマオイストは国土のかなりの部分（一説に8割）を実効支配したが、2006年に停戦して議会進出して2008年に単独第一党となり、プラチャンダも首相に選ばれ、ネパール人民解放軍も国軍に統合された。

## 現状

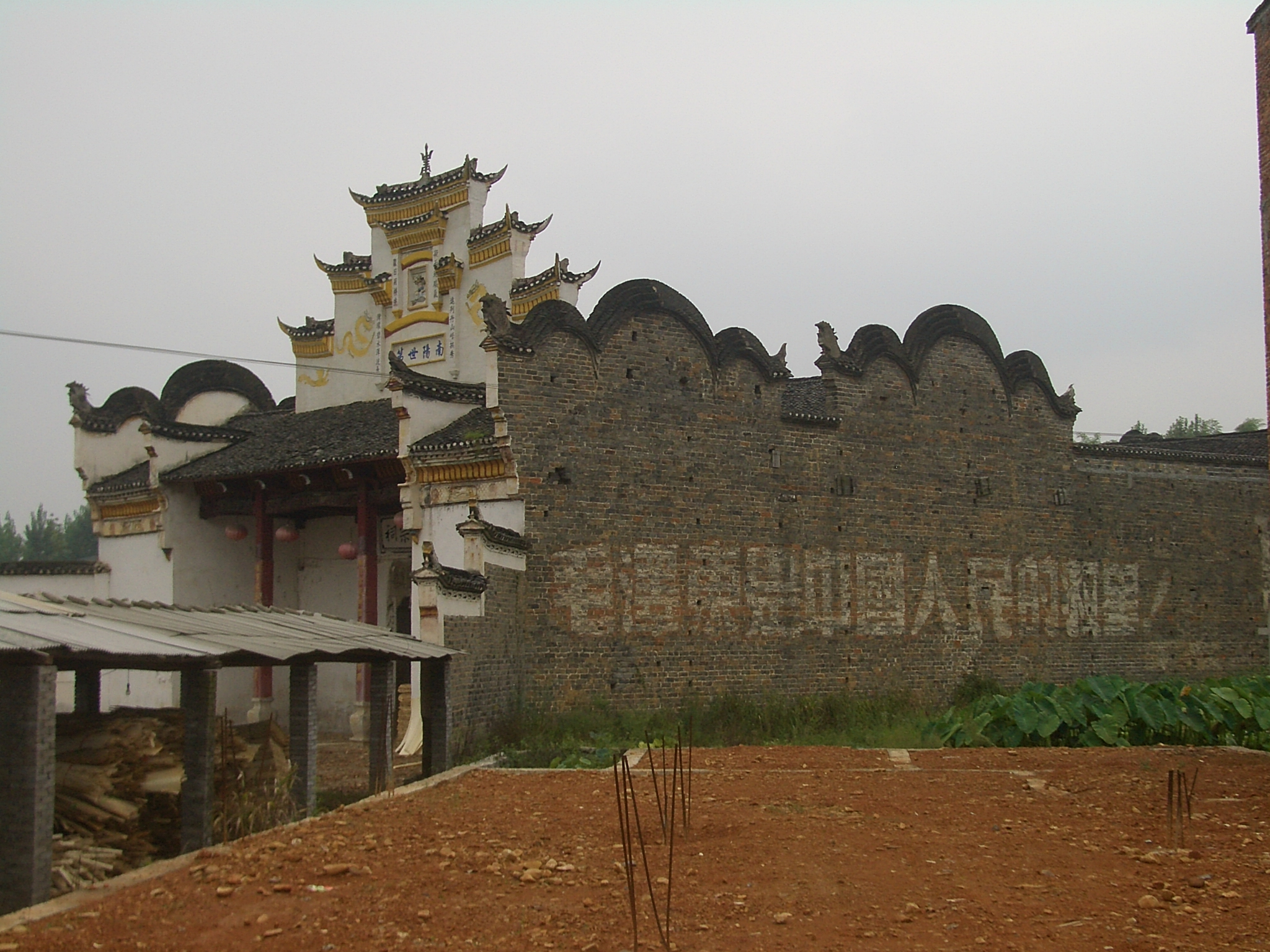
毛沢東は中国人民の救星（救世主）と書かれたスローガン

現在でも、世界中の様々な反政府組織が毛沢東思想に範をとって活動している。そのため一部の国家では「マオイスト」という言葉はテロリスト・過激派という先入観を持たれる可能性がある。発展途上国の毛派はゲリラ路線に走りやすいが、これら毛沢東思想を継承したグループは統合された指揮系統は存在しておらず、地の利を得て麻薬原料植物の栽培や資源の採掘など独自の資金源を有している場合が多く、中国も含めて諸外国の援助を受けずに独力で大勢力に発展している場合がほとんどである。また、毛派はしばしば中国共産党の手先とみなされることがあるが、中国に対する一方的な親近感以上の関係は確認されなかったり、逆に現在の中国共産党と敵対している場合もある。
ペルーの自称毛派で一時ペルーの国土の3分の1を征服したセンデロ・ルミノソも中国の支援を受けていた事実は無く、コカインの原料となるコカの産地を支配して資金を稼いでおり、鄧小平時代になって中国が文革期の毛沢東思想を放棄してから以降は、在ペルーの中国人や中国政府関係者、さらには北朝鮮関係者までがセンデロ・ルミノソの攻撃対象とされている。
ネパールでは毛派が合法的に政権を獲得したが、インドではネパールの毛派と協力関係にあったインド共産党毛沢東主義派の主導するナクサライトが武装闘争を行っており、インドの首相マンモハン・シンは2006年に「インド国内の安全保障上最大の問題」と呼んでいる。2013年にインド政府はインド国内の76の地域がナクサライトのテロを受けており、106の地域が思想的な影響下にあるとしている。
日本の日共左派などの場合は武装闘争や犯罪は一切行なっていないが、体罰教育の推進を唱えたり、毛沢東思想セクトであるマルクス主義青年同盟による無党派学生虐殺や連合赤軍において大量殺戮を指示したのが毛沢東主義の日本共産党革命左派神奈川県委員会指導部であったことによる左翼運動内における反発は大きい。
中国の河南省漯河市臨潁県城関鎮には、毛沢東思想を信奉して人民公社の形を残している南街村が存在している。

## 毛沢東思想に影響された著名人
以下に転向者、反共産主義者を含む、毛沢東主義者、毛沢東に思想的影響を受けた人物、あるいは自らの芸術作品のモチーフとした中国国外の著名な人物を列挙する。
- ジャン＝ポール・サルトル - フランスの哲学者/代表的な実存主義者
- ベルント・アロイス・ツィンマーマン  -   ドイツの現代音楽家/「若い詩人のためのレクイエム」にて毛沢東語録からの引用がある
- コーネリアス・カーデュー　-  イギリスの前衛作曲家/「東方紅」のアレンジや 「毛沢東万歳Long live chairman mao」という曲が存在する。
- フィリップ・ソレルス　-  フランスの批評家、小説家/毛沢東思想への影響が指摘される[7]
- アラン・バディウ　- フランスの現代思想家/学生時代から毛派に所属した。毛沢東思想への影響が指摘されている[7]
- アンディ・ウォーホル　-   アメリカの芸術家/作品に「毛沢東」の肖像画[57]
- スラヴォイ・ジジェク - スロヴェニア出身の哲学者/毛沢東に関する著作を執筆[58]
- ジャン=リュック・ゴダール  - フランスの映画監督/中国女やジガ・ヴェルトフ集団作品における影響
- ポル・ポト - クメール・ルージュの創設者
- エンヴェル・ホッジャ - アルバニア労働党の創設者
- チュオン・チン - ベトナム共産党の指導者
- アビマエル・グスマン - センデロ・ルミノソの創設者
- ホセ・マリア・シソン - フィリピン共産党の再建者
- ヒューイ・P・ニュートン - ブラック・パンサー党の指導者
- プラチャンダ - ネパールの首相、ネパール共産党統一毛沢東主義派の指導者
- ピエール・ムレレ - コンゴ動乱の際のコンゴ民主共和国のシンバ（英語版）の指導者
- モブツ・セセ・セコ - ザイールの大統領
- ローラン・カビラ - コンゴ民主共和国の大統領
- ジュリウス・ニエレレ - タンザニアの大統領
- ニコラエ・チャウシェスク - ルーマニアの大統領
- イサイアス・アフェウェルキ - エリトリアの大統領
- ロバート・ムガベ - ジンバブエの大統領
- ウゴ・チャベス - ベネズエラの大統領[59]
- ジョナス・サヴィンビ - アンゴラ内戦の際のアンゴラ全面独立民族同盟の指導者
- アフマド・シャー・マスード - アフガニスタンのムジャーヒディーンの指導者